# Kalle Hedberg
Kalle Hedberg (eg. Karl William), född den 20 september 1894 i Sundsvall, död den 19 oktober 1959 i Stockholm, var en svensk målare.

## Biografi
Hedberg gick i målarlära 1907 och prövade olika yrken innan han började konstnärliga studier 1919. Han arbetade i Florens 1921 – 23 och sedan i Köpenhamn 1923 – 1935 för att sedan återvända till Sverige.
Under sin studietid i Florens tog han starka intryck av renässansens monumentalmålare, som Ustello, Andrea del Castagno och Michelangelo. I hans tidigaste verk dominerar dock påverkan från kubismen och den nya sakligheten.
Hedberg hade en stor förmåga till inträngande mänsklig analys, vilket framgår av en rad porträtt, men också i större färgkompositioner. En sökande och mystisk grundstämning präglar hans konst.
Med frigörelsen av färgen tog han också upp stillebenmåleriet, där många av hans koloristiskt bästa verk kom till. Med enkla föremål skapade han lysande kristallisationscentra för färgen.
I det sista årtiondets produktion gör sig en viss trötthet gällande, märkbar bl. a. i det ofta fragmentariska i ansatserna och en svalnad, förtunnad kolorit. Men ur denna resignation klingar en ny, lyrisk ton, och tingen kan ges en nästan immateriell substans. Hedberg finns representerad vid bland annat Göteborgs konstmuseum, Norrköpings konstmuseum och Nationalmuseum i Stockholm.